# (6118) Mayuboshi
(6118) Mayuboshi es un asteroide perteneciente al cinturón de asteroides, región del sistema solar que se encuentra entre las órbitas de Marte y Júpiter, descubierto el 31 de agosto de 1986 por Henri Debehogne desde el Observatorio de La Silla, Chile.

## Designación y nombre
Designado provisionalmente como 1986 QX3. Fue nombrado Mayuboshi en homenaje al poema japonés cuyo tema principal es el monte Bizan en Manyosyu, una antología del período Nara. Monte Bizan es una pequeña montaña que parece una ceja, y es uno de los símbolos de Tokushima. Este nombre caprichoso usa el carácter para ceja, "mayu", combinado con "boshi" que significa estrella.

## Características orbitales
Mayuboshi está situado a una distancia media del Sol de 2,476 ua, pudiendo alejarse hasta 2,862 ua y acercarse hasta 2,091 ua. Su excentricidad es 0,155 y la inclinación orbital 3,564 grados. Emplea 1423,86 días en completar una órbita alrededor del Sol.

## Características físicas
La magnitud absoluta de Mayuboshi es 13,7. Tiene 11,072 km de diámetro y su albedo se estima en 0,052. 